# Стейдж-дайвінг

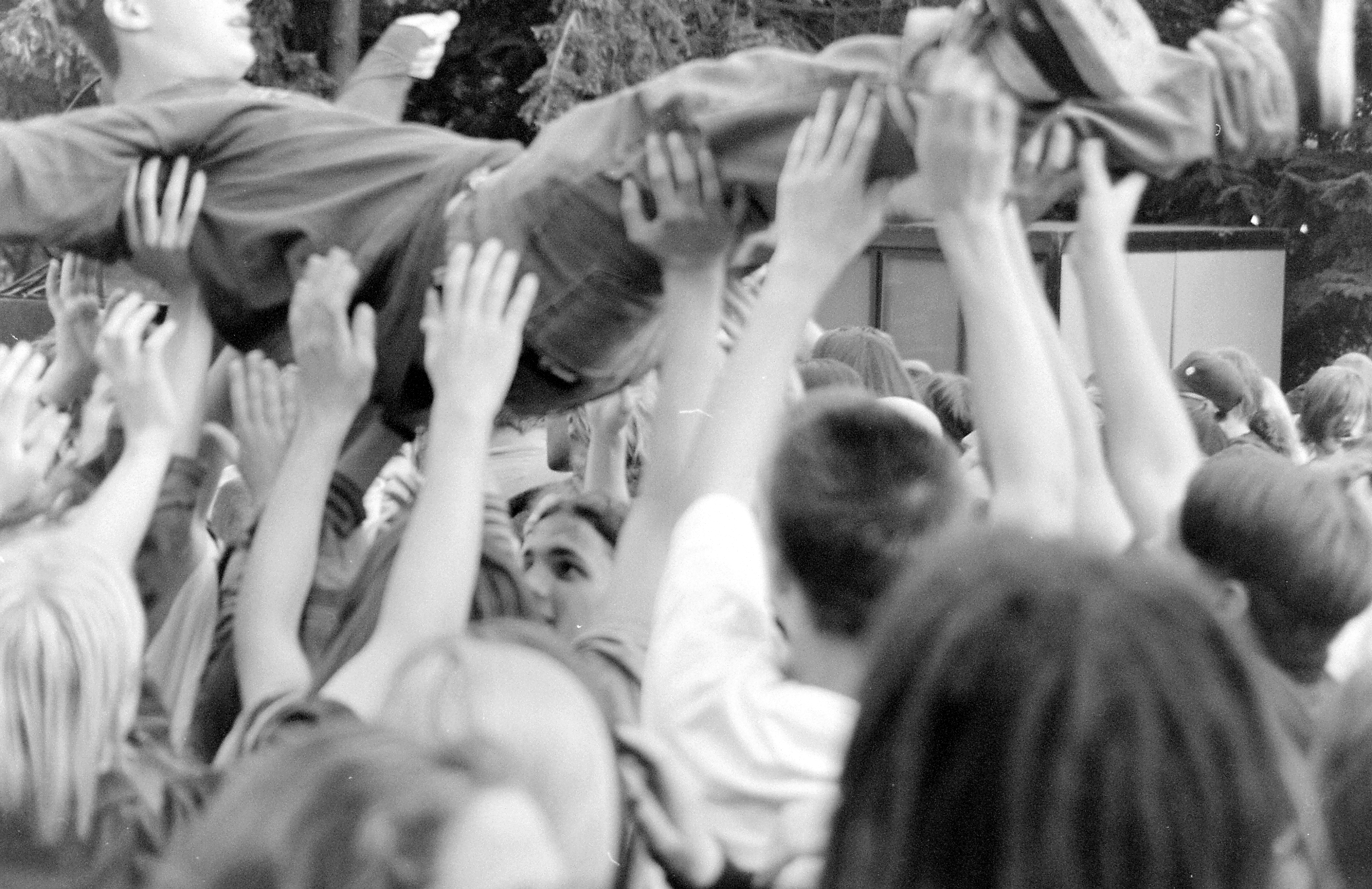
Пірнання зі сцени

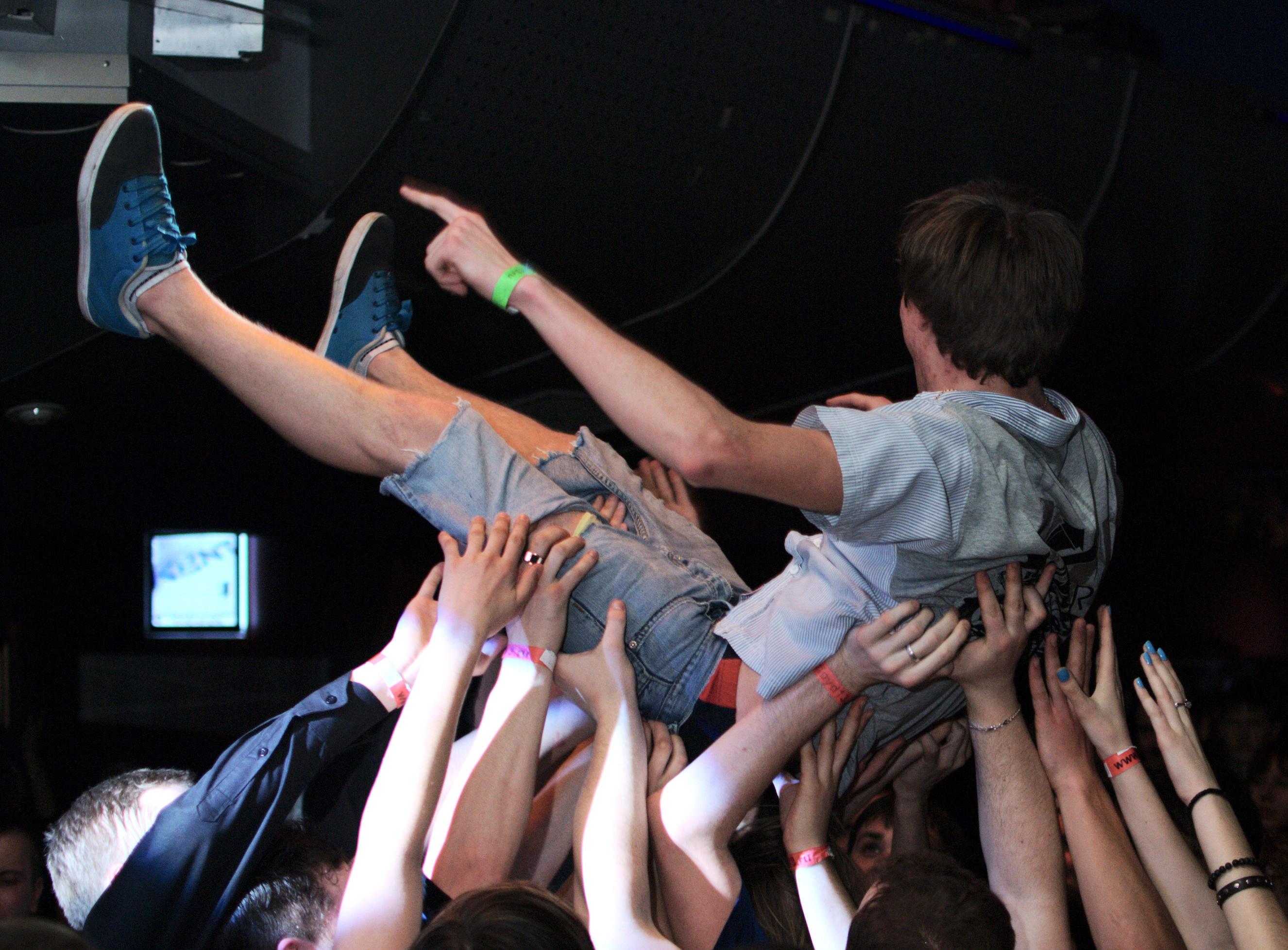
Пірнання зі сцени

Сте́йдж-да́йвінг (від англ. stage diving) або пірна́ння зі сце́ни — поведінка натовпу фанатів на концерті, найчастіше фанатів рок-гурту, при якому одна людина забирається на сцену під час виступу гурту і стрибає у натовп, що намагається утримати її над собою руками. Багато музикантів роблять пірнання зі сцени частиною свого виступу. Може супроводжуватися крауд-серфінгом — людина «пливе» на руках фанатів. Пірнання зі сцени можуть викликати серйозні травми, оскільки натовп може бути не в змозі утримати пірнальника. Відомі випадки, коли натовп попросту розступався перед виконавцем, що падав. Вперше стрибок у натовп здійснив культовий рок-вокаліст Іггі Поп.